# Правительство Орловской области
Правительство Орловской области — высший орган исполнительной власти в Орловской области.

## Полномочия Согласно ст. 72Устава Орловской области, правительство
- разрабатывает и осуществляет меры по обеспечению комплексного социально-экономического развития области;
- участвует в проведении единой государственной политики в области финансов, науки, образования, здравоохранения, культуры, физической культуры и спорта, социального обеспечения, безопасности дорожного движения и экологии;
- осуществляет в пределах своих полномочий меры по реализации, обеспечению и защите прав и свобод человека и гражданина, охране собственности и общественного порядка, борьбе с преступностью, противодействию терроризму и экстремизму;
- осуществляет в пределах своих полномочий меры по обеспечению государственных гарантий равенства прав, свобод и законных интересов человека и гражданина независимо от расы, национальности, языка, отношения к религии и других обстоятельств; предотвращению ограничения прав и дискриминации по признакам социальной, расовой, национальной, языковой или религиозной принадлежности; сохранению и развитию этнокультурного многообразия народов Российской Федерации, проживающих на территории области, их языков и культуры; защите прав национальных меньшинств; социальной и культурной адаптации мигрантов; профилактике межнациональных (межэтнических) конфликтов и обеспечению межнационального и межконфессионального согласия;
- представляет в областной Совет народных депутатов проект областного бюджета, проекты бюджетов территориальных государственных внебюджетных фондов области, а также отчеты об их исполнении;
- обеспечивает исполнение областного бюджета, готовит отчет об исполнении областного бюджета;
- определяет порядок разработки и корректировки документов стратегического планирования, находящихся в ведении Правительства области, и утверждает (одобряет) такие документы;
- готовит ежегодные отчеты о результатах деятельности Правительства области, сводный годовой доклад о ходе реализации и об оценке эффективности государственных программ области, ежегодные отчеты о ходе исполнения плана мероприятий по реализации стратегии социально-экономического развития области для представления их Губернатором области в областной Совет народных депутатов;
- формирует иные органы исполнительной власти области;
- определяет органы исполнительной власти области, уполномоченные на осуществление регионального государственного контроля (надзора); устанавливает их организационную структуру, полномочия, функции и порядок их деятельности и определяет перечни должностных лиц указанных органов исполнительной власти области и их полномочия;
- управляет и распоряжается собственностью области, а также федеральной собственностью, переданной в управление области в соответствии с законом;
- вправе предложить органу местного самоуправления, выборному или иному должностному лицу местного самоуправления привести в соответствие с законодательством Российской Федерации изданные ими правовые акты в случае, если указанные акты противоречат Конституции Российской Федерации, федеральным законам и иным нормативным правовым актам Российской Федерации, Уставу (Основному Закону) Орловской области, законам и иным нормативным правовым актам области, а также вправе обратиться в суд;
- осуществляет возложенные на него полномочия, установленные нормативными правовыми актами Президента Российской Федерации и нормативными правовыми актами Правительства Российской Федерации, предусматривающими передачу осуществления органам исполнительной власти субъектов Российской Федерации отдельных полномочий федеральных органов исполнительной власти в соответствии с пунктом 7.1 статьи 26.3 Федерального закона "Об общих принципах организации законодательных (представительных) и исполнительных органов государственной власти субъектов Российской Федерации".
- осуществляет иные полномочия, установленные федеральными законами, Уставом (Основным Законом) Орловской области и законами области, а также соглашениями с федеральными органами исполнительной власти, предусмотренными статьей 78 Конституции Российской Федерации
- Клычков, Андрей Евгеньевич, Губернатор и Председатель Правительства

- Соколов, Вадим Вячеславович, первый заместитель Губернатора и Председателя Правительства - руководитель Администрации Губернатора и Правительства
- Тарасов, Вадим Александрович, заместитель Губернатора и Председателя Правительства по планированию, экономике и финансам
- Коротаев, Михаил Юрьевич, заместитель Губернатора и Председателя Правительства - руководитель Представительства при Правительстве Российской Федерации
- (должность вакантна), первый заместитель Председателя Правительства Орловской области
- Злобин, Николай Васильевич, заместитель Председателя Правительства по развитию инфраструктуры
- Бутусов, Дмитрий Владимирович, заместитель Председателя Правительства по развитию агропромышленного комплекса
- Блохин, Денис Анатольевич, член Правительства - руководитель Департамента строительства, топливно-энергетического комплекса, жилищно-коммунального хозяйства, транспорта и дорожного хозяйства
- Борзенков, Сергей Петрович, член Правительства - руководитель Департамента сельского хозяйства
- Гаврилина, Ирина Александровна, член Правительства – руководитель Департамента социальной защиты, опеки и попечительства, труда и занятости
- Залогин, Иван Александрович, член Правительства - руководитель Департамента здравоохранения
- Парахин, Геннадий Павлович, член Правительства - руководитель Департамента промышленности и торговли
- Платонова, Ольга Юрьевна, член Правительства - руководитель Департамента государственного имущества и земельных отношений
- Сапожникова, Елена Валентиновна, член Правительства - руководитель Департамента финансов
- Пилипенко, Александр Витальевич, член Правительства - руководитель Департамента информационных технологий (исполняющий обязанности)
- Крымова, Татьяна Владленовна, член Правительства - руководитель Департамента образования (исполняющий обязанности)
- Антонцев, Сергей Юрьевич, член Правительства - руководитель Департамента экономического развития и инвестиционной деятельности

## Представитель вСовете ФедерацииФедерального Собрания
1. Меркулов Павел Александрович — наделён полномочиями 28 декабря 2001 г . — полномочия прекращены досрочно 21 мая 2004 г.
2. Рогачёва Марина Георгиевна — наделён полномочиями 21 мая 2004 г. — подтверждены 25 мая 2005 г. — прекращены досрочно 16 февраля 2009 г.
3. Строев Егор Семёнович — наделён полномочиями 25 марта 2009 г. — истекли 24 сентября 2014 г.
4. Круглый Владимир Игоревич — наделён полномочиями 26 сентября 2014 г. (повторно наделён в сентябре 2018 года) — истекают в сентябре 2023 г.
5. Соколов Вадим Вячеславович — наделён полномочиями 29 сентября 2023 года